# Edward Sneyd Clay
Pour les articles homonymes, voir Clay.
Edward Sneyd Clay, né vers 1768 et mort le 3 février 1846 à Southwell, est un officier de la Royal Navy qui devint vice-amiral de l'escadre rouge.
Il participe à la guerre d'indépendance des États-Unis, aux guerres de la Révolution française (bataille de Camperdown) et aux guerres napoléoniennes (bataille de Copenhague).